# Artnet
Pour les articles homonymes, voir Artnet (homonymie).
Artnet est une plateforme en ligne destinée au marché international de l'art. Le site  permet de suivre les tendances, les résultats des ventes aux enchères d'œuvres d’art, les artistes et leur cote.

## Services
Le réseau des galeries Artnet regroupe près de 2 100 galeries parmi les plus renommées au monde et réparties sur cinq continents, représentant environ 180 000 œuvres d’art de 40 000 artistes,. Ce réseau, servant aussi bien aux marchands qu’aux acheteurs d’art et à tout amateur, permet d’avoir une vue d’ensemble du marché de l'art, des tendances de prix et de la cote des artistes. Les collectionneurs peuvent faire des recherches par artiste, mouvement artistique et supports et contacter les vendeurs directement et rapidement.
Artnet met à la disposition des utilisateurs deux bases de données de prix :
- la base de données de prix Artnet, « Beaux-arts et Design », qui recense les archives illustrées en couleurs les plus complètes du marché avec les résultats de ventes aux enchères de 550 maisons de ventes internationales enregistrés depuis 1985. Des maîtres anciens à l'art contemporain et au design, cette base de données recense plus de 4,6 millions d'œuvres d'art pour plus de 180 000 artistes[5] ;
- la base de données de prix Artnet « Arts décoratifs » recense les résultats de ventes pour des meubles et objets d’argenterie, des tapis ou pendules, vendus dans les salles du monde entier enregistrés depuis 2002.

Par ailleurs, les « Enchères en ligne Artnet » mettent à la disposition d'un public d'acheteurs et de vendeurs, et sous réserve de répondre à des critères d’authenticité et de sécurité, un service de mise en vente aux enchères d'œuvres d'art sur le site. La plate-forme est accessible 24 heures sur 24 permettant aux utilisateurs d’acheter ou de vendre des œuvres d'art à tout moment.
Sur chacun de ses sites, Artnet publie le Magazine artnet au contenu autonome avec des informations actualisées quotidiennement, des analyses sur le monde de l'art, des articles sur les expositions, les ventes aux enchères et des entretiens-vidéo réalisés avec des acteurs du marché.
Un ensemble de monographies d’artistes, développé en étroite collaboration avec les artistes, leurs agents et leurs galeries, est accessible librement sur le site et constamment alimenté.
Artnet propose enfin d’autres services tels que l’« Alerte du marché », les « Rapports de performances du marché », ainsi qu’un calendrier des évènements artistiques,.

## Historique de la société

### 1989–1995
Artnet est fondée en 1989. Le premier produit de l'entreprise est une banque de données illustrées recensant les résultats de ventes aux enchères. Les données et les images doivent alors être appelées par modem sur un logiciel propriétaire. Les collectionneurs et les marchands peuvent en conséquence suivre le cours des prix du marché de l’art. En 1995 Hans Neuendorf, l'ancien marchand d'objets d'art et cofondateur de la première foire internationale d’art, Art Cologne, également l'un des cofondateurs d’Artnet, est nommé PDG de la société.

### 1996–2006
En 1996 s’effectue la migration des données de la base de données de prix Artnet sur Internet. La plate-forme en ligne devient alors consultable par un beaucoup plus large public. Depuis lors, la création d’un Réseau de galeries, d’un Magazine et d’un ensemble de services ont fait d’Artnet un site web devenu essentiel et incontournable pour les collectionneurs, les vendeurs et les passionnés d'art.
Une structure modifiée d’Artnet est créée en 1998 sous le nom d’artnet.com AG conformément à la législation de la République Fédérale d’Allemagne. En 1999 l’entreprise est pour la première fois cotée en bourse sur le nouveau marché (Neuer Markt) de la Bourse de Francfort.
En 2002 artnet.com AG change son nom en artnet AG. Sa principale participation étant sa filiale à cent pour cent Artnet Worlwide Corp., créée en 1989 à New York. Le 4 octobre 2002, artnet AG quitte le Neuer Markt pour être désormais cotée sur le marché réglementé (Prime Standard) de la Bourse de Francfort.
À l’automne 2004, Artnet inaugure son site web www.artnet.de en langue allemande. Un magazine germanophone est mis en ligne qui est indépendant et propose un regard critique sur la scène internationale de l’art.

### De 2007 à aujourd’hui
Depuis le 1er février 2007, l'entreprise est notée dans le Prime Standard de la bourse des valeurs de Francfort.
En février 2008, Artnet réitère sa proposition d’un service de ventes aux enchères en ligne. Grâce au moindre frais de transactions et obéissant à un déroulement plus rapide que les maisons de ventes aux enchères traditionnelles, Artnet devient une plate-forme de transaction et augmente ainsi le flux des liquidités dans le marché d'art.
En octobre 2008, Artnet s’ouvre aux publics francophones en créant sa structure et son site français : www.artnet.fr. Le magazine français propose lui aussi une ligne éditoriale au contenu indépendant des versions allemandes et américaines, mais également soucieux de transmettre à ses lecteurs une vision large et pertinente des scènes de l’art française et limitrophes.
Artnet en plus de sa lettre d'information en anglais propose également depuis octobre 2008 une lettre d'information en allemand. Ce service gratuit permet aux abonnés de recevoir des informations sur les artistes, les galeries, les foires et salons, les ventes aux enchères et tout autre événements artistiques et se concentre sur le marché de l’art allemand.
Depuis le mois de février 2009, la base de données de prix Artnet : Beaux-arts et Design est complétée d’une nouvelle base de données, la base de données de prix Artnet : Arts décoratifs, laquelle permet d’enregistrer en les rendant consultables les résultats de ventes d’antiquités, de meubles, d'argenterie, de tapis, d’orfèvrerie et autres objets depuis 2000.

## Partenariats
En  2004, Artnet réalise un partenariat exclusif avec la maison de ventes aux enchères Sotheby's,.
En 2007, Artnet est partenaire de la foire Art Basel/Art Basel Miami Beach.
Depuis la création du site, artnet.fr réalise des partenariats avec des institutions, foires et salons internationaux tels que le Centre Pompidou, la Fiac, Paris Photo.

## Clients
La clientèle d’Artnet se compose à la fois de collectionneurs privés, de galeries, d’experts, de musées, de commissaires-priseurs, de compagnies d’assurances ainsi que d’institutions publiques telles que l’Administration fiscale américaine (IRS) et la Police fédérale des États-Unis (FBI).